# Aquitania (novela)
Aquitania es una novela histórica medieval escrita por Eva García Sáenz de Urturi (1972-). Publicada en 2020, Aquitania fue galardonada ese mismo año con el Premio Planeta. Este thriller histórico narra doce años de la vida de Eleonor de Aquitania —también conocida como Leonor—, la duquesa de Aquitania y reina de Francia durante el siglo XII, personaje existente que fue tomado de la historia por Sáenz de Urturi. La protagonista hará todo lo posible por descubrir lo que hay detrás del misterioso asesinato de su padre, el duque Guilhem X.
La historia se va convirtiendo en un thriller lleno de venganzas, incestos y batallas. Se revelará el perturbador misterio que rodea tres vidas que después forjarán lo que hoy conocemos como Europa.
Con este libro la autora se consagró en el ámbito literario definitivamente.

## Argumento
Una misteriosa muerte
En 1.137, Guilhem X, “duque de Aquitania”, llega a Compostela después de un largo viaje. Al llegar delante del altar mayor de la catedral, inesperadamente, cae muerto. Su piel —que se vuelve azul— está marcada por el “águila de sangre”, una antigua tortura aplicada en Normandía. Todos los que observan aquello quedan impactados por el misterioso fallecimiento del rey.
Una de las personas más afectadas es su hija Eleanor, quien, con tan solo 13 años, debe hacerse cargo del reino. Ella está convencida de que su padre fue asesinado por los Capetos (familiares del Rey Luy VI de Francia), debido a los grandes intereses de estos en las tierras y riquezas aquitanas.
El plan de venganza
Como consecuencia de todo lo sucedido, la heredera del trono fragua un frío plan de venganza con el que buscará adentrarse en el reino francés y ganarse la confianza de sus enemigos. Para lograr su propósito, la joven falsificará el testamento de su padre con ayuda de su tío y amante Rai de Poitiers. En el documento se señalará como voluntad del duque el matrimonio entre su hija y el Rey Niño (Luy VII), hijo del Rey Luy VI de Francia. Antes de dar pie a su artimaña, la duquesa confesará todo lo planeado a un joven sacerdote, quien mantiene una identidad insospechada.
Un giro inesperado
Eleanor cabalga hasta llegar con el monarca Luy VI de Francia, conocido como el “Rey Gordo”. Este, pone todo en marcha para la boda entre la duquesa y su hijo. Durante el banquete de la ceremonia, repentinamente, el rey cae muerto, en iguales circunstancias que Guilhem X. Esto desmorona las sospechas de Eleanor, quien ahora debe dirigir Francia junto al joven Luy.
Ambos iniciarán una vertiginosa investigación en torno a las insólitas muertes de sus respectivos padres. Para esto, recurrirán a los gatos aquitanos, los legendarios espías de los duques. Serán muchas circunstancias las que tendrán que atravesar los jóvenes e inexpertos monarcas. Dentro de este recorrido, la historia de un niño —que fue abandonado en el bosque hace décadas— jugará un papel revelador.

## Personajes
- Eleanor: Alia Aenor, la otra Leonor. Apodada "Lía" por su tío y amante Raimond de Poitiers y su hermana menor. Lía es la protagonista de la novela y la que desarrollará la acción principal a partir de la injusta y misteriosa muerte de su adorado padre Guilhem X, al que quería mucho. Su sed de venganza y su odio por los franceses que nació a raíz de una traumática experiencia pasada harán que no tenga ni un ápice de piedad a la hora de vengar a su padre. Por esa legendaria furia se ha ganado el apodo de "la mantícora". Cuando comienza la novela, en 1137 tiene trece años y termina en 1149, cuando tiene veinticinco.
- Raimond "Rai" de Poitiers: Tío, amante y confidente de Lía. Hermano menor de Guilhem X. Se le presenta como leal y afable. Ayuda a Lía en todo lo que puede y, aunque tiene menos sed de sangre que su sobrina, también desea vengar a su hermano.
- Guilhelm X: Padre de Eleanor y Aelith, hermano mayor de Raimond, conde de Poitiers y duque de Aquitania. Acaba de morir en misteriosas condiciones en su viaje a Compostela. Se dice de él que solía ser un gigante que comía lo mismo que doce hombres y era temido y respetado. Su padre le obligó a casarse con Aenor de Châtellerault, bella y fría, hija de la Maubergeona, amante de su padre.
- Luy VII: Hijo del actual rey de Francia, primo lejano de Leonor. Las personas le aturden, disfruta de la soledad y se considera un individuo débil y pusilánime. Desprecia la guerra y la violencia. Desea meterse a monje, pero su padre El Rey Gordo le obliga a casarse con Eleanor para hacerse con la riqueza de Aquitania. Sin embargo, debido a su debilidad por la belleza y a su corazón sensible termina enamorándose de ella y acaban formando una valiosa alianza.